# Хокли (Эссекс)
Хокли (англ. Hockley) — крупная деревня в Эссексе на востоке Англии, расположенная между Челмсфордом и Саутенд-он-Си, если точнее, между Рэли и Рочфордом. Получила региональную известность с приходом железной дороги в 1890-х годах. По данным переписи 2001 года её население составляло 13 616 человек, уменьшившись до 9616 человек к 2011 году (многие из которых работают в Лондоне). В самой общине проживает 8909 человек (перепись 2001 года), в то время как городской район граничит с соседней общиной Хоквелл. В деревне расположена одноимённая железнодорожная станция.

## История
Хокли — древнеанглийское слово, означающее «небольшой холм». Одной из достопримечательностей близлежащих территорий деревни является большая лесистая местность под названием Хокли Вудс. Среди известных зданий деревни фигурирует церковь Святых Петра и Павла, в которой расположены: неф, по некоторым данным построенный до начала двенадцатого века, алтарь тринадцатого века и башня четырнадцатого века, верхняя половина которой имеет восьмиугольную форму и была возведена в более позднюю эпоху. В башне находятся три колокола, изготовленные Майлзом Греем в 1626 году, Джеймсом Бартлеттом в 1684 году и Джоном Ходжсоном в 1657 году, а само здание имеет статус исторического значения II степени. Церковь расположена к северо-западу от центра деревни, где находится здание гидролечебницы, также внесённое в список памятников архитектуры II категории. Здание было построено в качестве спа по проекту Джеймса Локьера в 1842 году после того, как Роберт Клей обнаружил здесь лечебный источник в 1838 году. Хокли также является местом бывшей тюрьмы Буллвуд-холл, закрытой в 2013 году.
Близ Хокли расположена гора Плумбероу (англ. Plumberow Mount), тумулус времён римской империи, раскопанный в 1913 году археологом Э. Б. Фрэнсисом. На вершине тумулуса стоял летний домик, поэтому траншеи были прокопаны с трёх сторон. Во время раскопок была обнаружена римская монета с изображением Домициана и некоторые саксонские керамические изделия, которые могут указывать на признаки вторичного захоронения. Плумберо представляет собой овальный холм высотой 14 футов (4,3 м) и диаметром 76 футов (23 м) с приплюснутой вершиной, на которой располагался летний домик. С 2005 года тумулус был окружён металлическим забором для защиты от эрозии, в то же время, для сохранения внешнего вида, было вырублено несколько деревьев, которые росли на нём или рядом с ним.

## Управление
Хокли разделена на три административных района.